# Левитський Борис Григорович
Левитський Борис Григорович (* 9 травня (27 квітня) 1890, Умань — † 2 травня 1953, Полтава) — український вчений — ветеринарний хірург і зоотехнік, 1946 — заслужений діяч науки УРСР, нагороджений орденом Леніна.

## З життєпису
У 1914—1919 роках працював у Дергачівському училищі землеробства, в 1922—1923 — на Полтавській протичумній і в 1923—1930 — зоотехнічній станціях.
В 1931—1941 та з 1944 — викладач, з 1950 року — професор Полтавського сільськогосподарського інституту.
Йому належать праці по боротьбі з хворобами тварин, щодо технології кормів.
Запропонував методу дріжджування кормів.